# 别拉亚河 (滨海边疆区)
別拉亞河（俄语：Белая Река），前称西头河（俄语：Река Шитухе），是滨海边疆区的河流，源起蓝岭贝尔佐夫山，长87公里，流域面积1030平方公里，在距注入松阿察河。该河是斯帕斯克区和基洛夫斯基区的边界河，西伯利亚铁路和乌苏里高速公路跨过，什马科夫卡河和克拉斯纳亚河是其支流。

## 引用
1. ↑  А·П·穆拉诺夫. . 列宁格勒: 气象出版社. 1966 （俄语）.
2. ↑  . 列宁格勒: 气象出版社 （俄语）.
3. ↑  Т·А·基谢尔科瓦娅. . 列宁格勒: 气象出版社. 1977 （俄语）.
4. ↑  . 国家水登记处.   [2024-08-14]. （原始内容存档于2024-08-14） （俄语）.